# Kongregation der Barmherzigen Schwestern vom hl. Vinzenz von Paul in Hildesheim

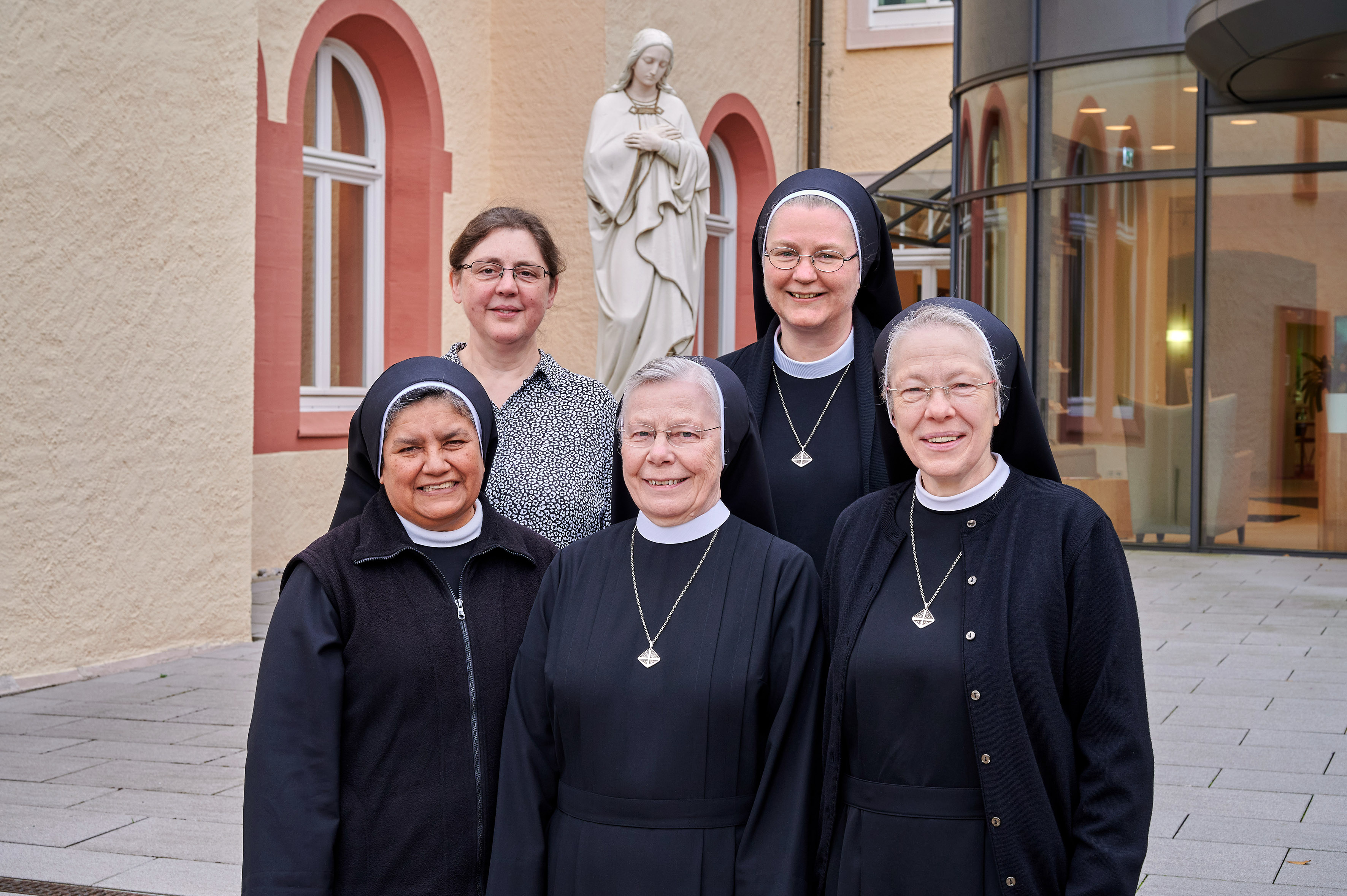
Generalrat der Vinzentinerinnen von Hildesheim

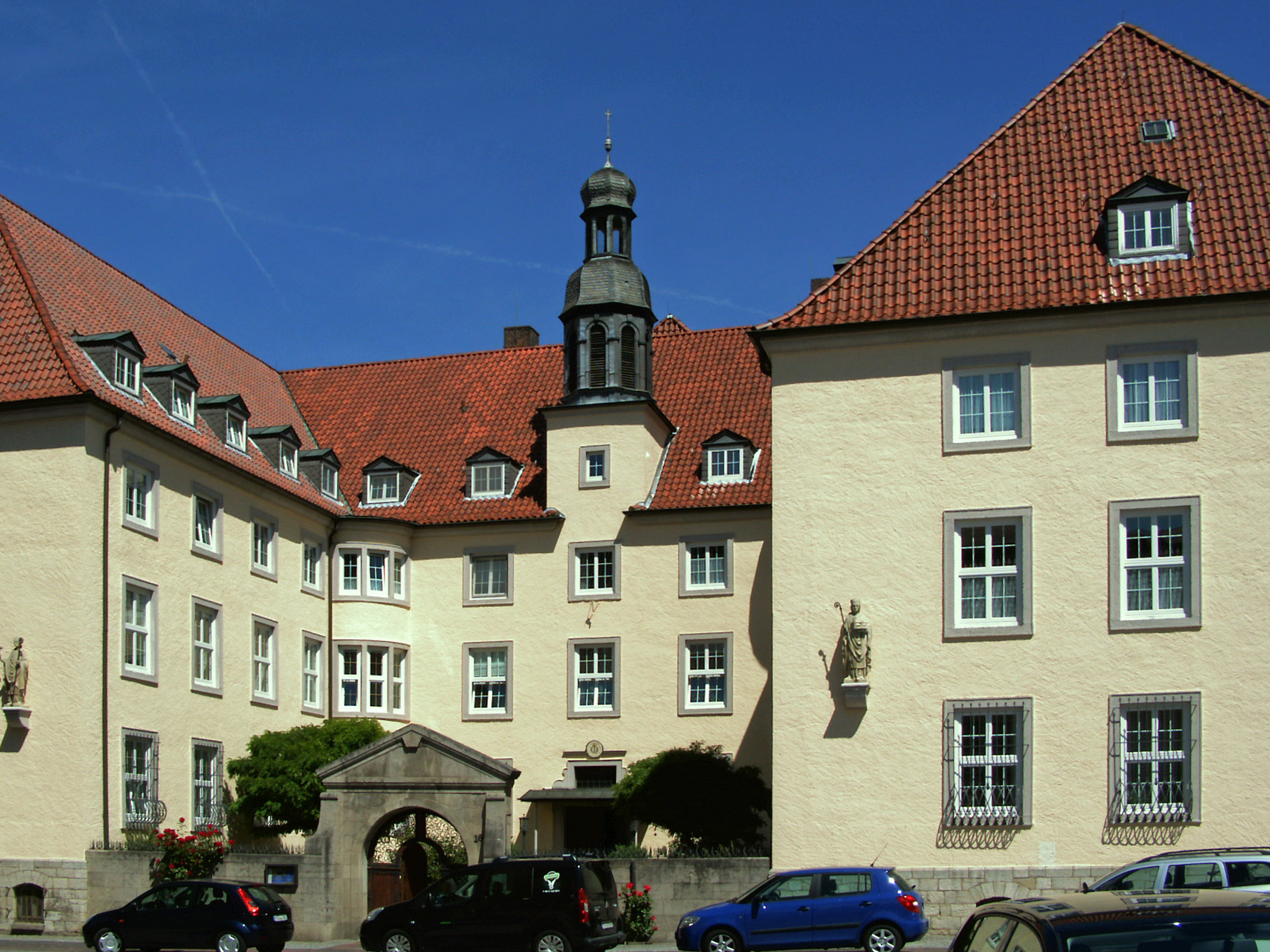
Mutterhaus in Hildesheim

Die Kongregation der Barmherzigen Schwestern vom hl. Vinzenz von Paul in Hildesheim, auch „Vinzentinerinnen von Hildesheim“ genannt, ist eine transnationale, römisch-katholische Ordensgemeinschaft päpstlichen Rechts mit sozialen Einrichtungen und Konventen in Norddeutschland und Peru.
Sie ist Teil der vinzentinischen Familie und Mitglied der Föderation Vinzentinischer Gemeinschaften.
Die Kongregation hat ihr Mutterhaus in Hildesheim.

## Geschichte
Auf Initiative des damaligen Hildesheimer Bischofs Eduard Jakob Wedekin kamen im Juni 1852 drei Barmherzige Schwestern aus dem Mutterhaus der Vinzentinerinnen in Paderborn nach Hildesheim. Fünf Jahre später waren im Bistum bereits 13 Schwestern in drei Niederlassungen tätig. Nach einem mit dem Mutterhaus in Paderborn geschlossenen Vertrag erfolgte am 15. Oktober 1857 die Gründung der Kongregation der Barmherzigen Schwestern vom hl. Vinzenz von Paul in Hildesheim. Bis zum Jahr 1941 wuchs die Kongregation kontinuierlich an, bis sie 836 Schwestern und 93 Niederlassungen zählte.

## Vinzentinisches Charisma und sozial-innovatives Wirken

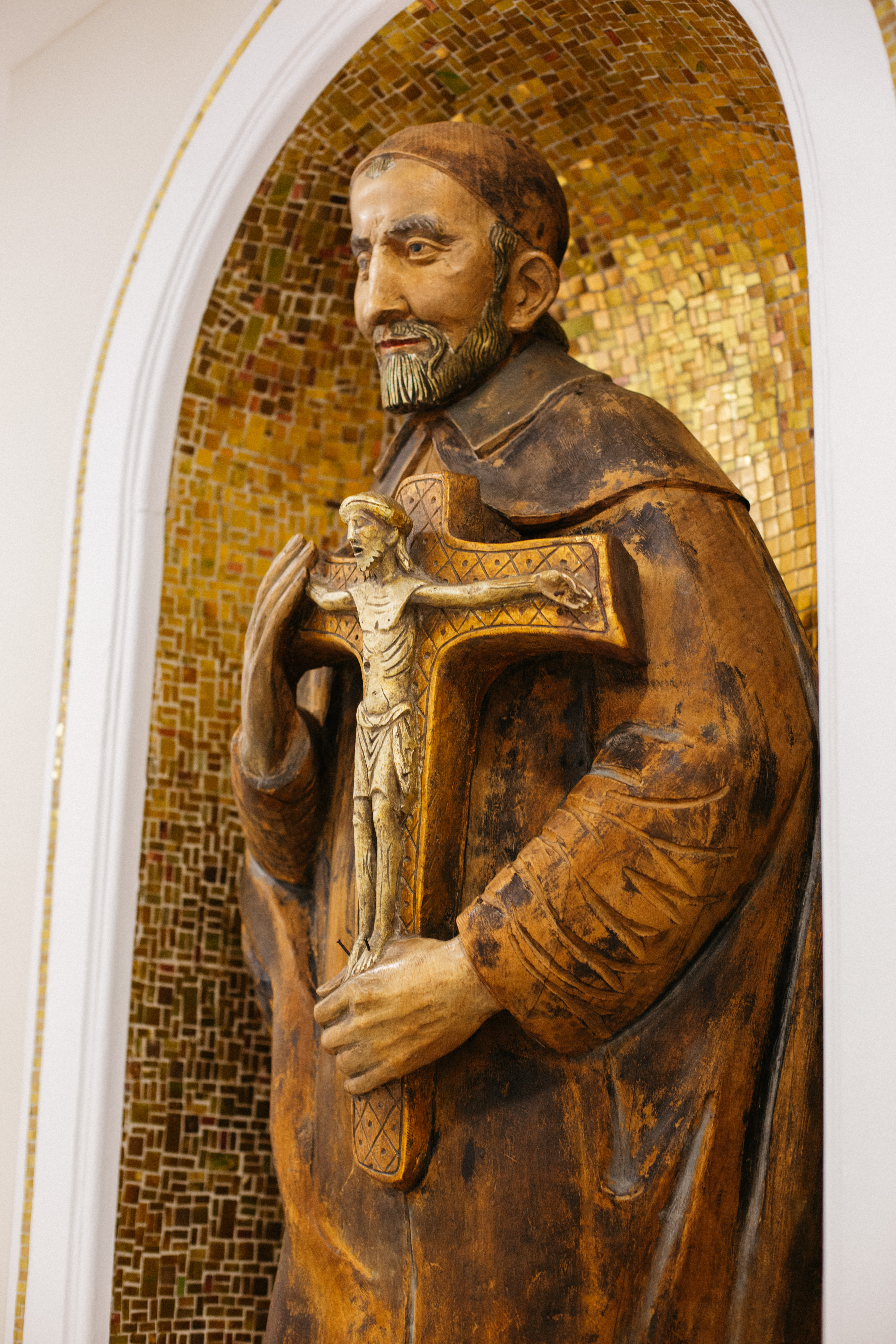
Statue Vinzenz von Paul im Mutterhaus der Vinzentinerinnen in Hildesheim

Die Vinzentinerinnen von Hildesheim sind eine sozial-innovative Schwesterngemeinschaft, deren spirituelle und praktische Ausrichtung auf den Geist des hl. Vinzenz von Paul sowie der hl. Luise von Marillac zurückgeht. Vinzenz von Paul gründete im frühen 17. Jahrhundert die Priestergemeinschaft der Lazaristen sowie, gemeinsam mit Luise von Marillac, die Gemeinschaft der Töchter der christlichen Liebe. Beide Gemeinschaften waren auf die Hilfe für notleidende, arme und kranke Menschen ausgerichtet. So sagte der hl. Vinzenz zu den Schwestern: „Ihr habt als Kloster die Häuser der Kranken, als Zelle eine Mietkammer, als Kapelle die Pfarrkirche, als Kreuzgang die Straßen der Stadt (…).“ Die vinzentinischen Ordensgemeinschaften haben in diesem Geist über die Jahrhunderte sozial-karitativ gewirkt. In Hildesheim war die „Krankenanstalt zum hl. Bernward“ (heute: St. Bernward-Krankenhaus) Ursprungsort und erstes Tätigkeitsfeld der Schwestern.
Die Vinzentinerinnen von Hildesheim haben sich immer wieder der Herausforderungen ihrer Zeit angenommen und mit weiblichem Einfühlungsvermögen und Scharfsinn soziale Anliegen vorangetrieben. So wurde im Jahr 1867 das St. Bernward-Krankenhaus auf Grund fortschrittlicher Desinfektions- und Quarantänemethoden von einer in Hildesheim um sich greifenden Cholera-Epidemie verschont. Im Jahr 1922 wurden drei Schwestern als Fürsorgerinnen (eine frühe Bezeichnung für Sozialarbeiterin) von der Stadt Hildesheim angestellt. Ein Sozialpädagogisches Seminar wurde 1929 im Mutterhaus der Vinzentinerinnen gegründet (heute: Fachschule für Sozialpädagogik „Vinzenz von Paul Schule“ in Duderstadt), damit junge Frauen eine Ausbildung zur Erzieherin durchlaufen konnten. Mit dem Hospiz Luise in Hannover gründeten die Vinzentinerinnen von Hildesheim 1994 das erste stationäre Hospiz in Niedersachsen, zu dem heute auch der Ambulante Palliativdienst sowie der Ambulante Hospizdienst Luise gehören. In Braunschweig unterhält die Kongregation seit 1997 ein Frauenschutzhaus in Kooperation mit der Beratungsstelle Braunschweig des Solwodi Niedersachsen.

## Die Vinzentinerinnen von Hildesheim in Peru
Im Juli 1967 kamen die ersten drei Hildesheimer Vinzentinerinnen auf Einladung eines peruanischen Bischofs nach Peru. 1969 wurden in Lima das Regionalhaus sowie die katholische, peruanisch-deutsche Schule „Reina del Mundo“ (span.: Königin der Welt) gegründet. Als 1971 die Stadt Trujillo im Norden Perus durch ein Erdbeben zerstört wurde, baute die Kongregation als Hilfsmaßnahme dort das Kinderheim „Divina Providencia“ (span.: Göttliche Vorsehung) auf. 1973 wird in Lima ein Noviziat eingerichtet, 1976 legte die erste peruanische Schwester ihre Profess ab. In den Folgejahren traten weitere einheimische junge Frauen ein. Mit wachsender Schwesternzahl konnte die Kongregation vier weitere Niederlassungen gründen: 1985 in Soritor, 1992 in Jimbe (im Distrikt Caceres del Perú), 1996 in Omate und 1998 in Písac.
Die Vinzentinerinnen von Hildesheim sind heute eine transnationale Ordensgemeinschaft. Im Oktober 2021 wurde mit Schwester Clara-Maria Siesquén Piscoya, Regionaloberin der Kongregation in Peru, erstmals eine peruanische Schwester auch in den fünfköpfigen Generalrat, das höchste Leitungsgremium der Kongregation, gewählt.

## Einrichtungen
Von der Kongregation der Barmherzigen Schwestern vom hl. Vinzenz von Paul in Hildesheim wurden seit den 1860er Jahren – zu einer Zeit, in der Frauen keine Verträge unterschreiben durften – Krankenhäuser, Kindergärten, Altenheime sowie diverse sozial-karitative Einrichtungen gegründet und betrieben. Viele dieser Einrichtungen bestehen bis heute im Elisabeth-Vinzenz-Verbund (EVV), an dem die Vinzentinerinnen von Hildesheim über die „Vinzenz-Bernward-Stiftung“ beteiligt sind, oder in Trägerschaft anderer Wohltätigkeitsverbände. Im Jahre 2022 waren die Hildesheimer Vinzentinerinnen die Trägerinnen von 12 Einrichtungen in Norddeutschland und Peru.

### Einrichtungen in Deutschland

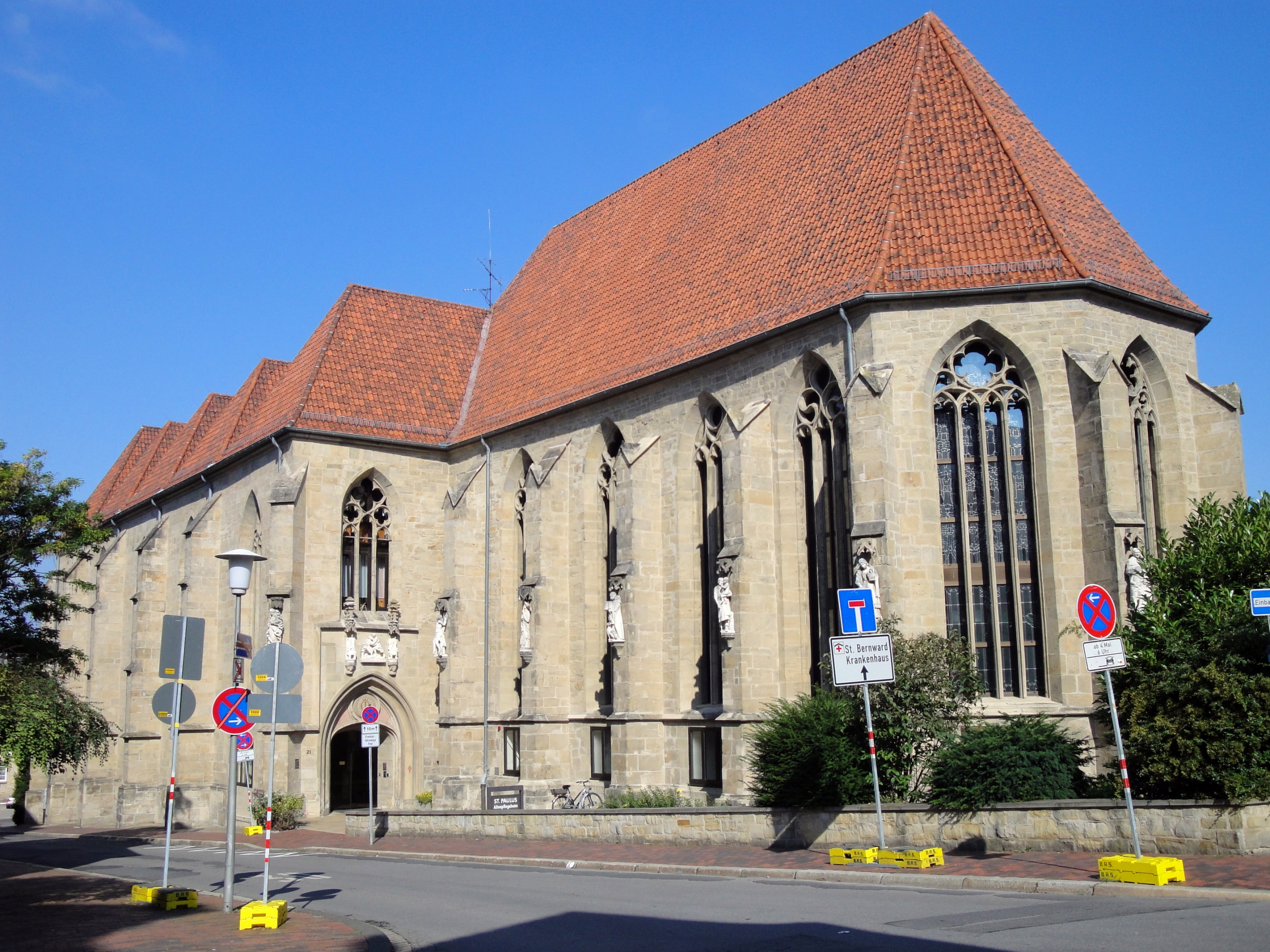
Altenpflegeheim St. Paulus in Hildesheim

- Altenpflegeheim St. Paulus in Hildesheim
- Vinzenzpforte in Hildesheim
- Hospiz Luise in Hannover-Kirchrode
- Ambulanter Palliativdienst Luise in Hannover
- Ambulanter Hospizdienst in Hannover
- Vinzenz-von-Paul-Schule (Fachschule für Sozialpädagogik) in Duderstadt
- Frauenhaus der Beratungsstelle Braunschweig des Solwodi Niedersachsen

### Einrichtungen in Peru
- Peruanisch-deutsche Schule Reina del Mundo in Lima
- Schule Fe y Alegria 37 in Lima, Stadtteil San Juan de Lurigancho
- Kinderheim für Mädchen Divina Providencia in Trujillo
- Soritor: In der Kleinstadt im dicht bewaldeten Norden von Peru sind Schwestern der Kongregation seit 1985 in der Pastoral und im Armen- und Krankenbesuchsdienst tätig. Zusätzlich leiten sie eine Armenküche und eine kleine Erste-Hilfe-Station.
- Omate: 1996 kamen Schwestern der Kongregation in die Kleinstadt in den Anden. Dort gehört neben der Pastoral hauptsächlich der Besuchsdienst bei den Armen und Kranken zu ihren Tätigkeiten.

### Von der Kongregation gegründete Einrichtungen im EVV (Elisabeth Vinzenz Verbund)

St.-Martini-Krankenhaus in Duderstadt

2018 wurde eine Reihe von Kongregationseinrichtungen in die Trägerschaft des Elisabeth-Vinzenz-Verbundes (EVV) überführt:
- Krankenhaus St. Martini in Duderstadt. Es ist akademisches Lehrkrankenhaus der Georg-August-Universität Göttingen
- Krankenpflegeschule St. Martini in Duderstadt
- Altenpflegeheim St. Martini in Duderstadt
- Vinzenzkrankenhaus Hannover. Es ist akademisches Lehrkrankenhaus der Medizinischen Hochschule Hannover.
- Krankenpflegeschule am Vinzenzkrankenhaus in Hannover
- Altenpflegeheim St. Monika in Hannover-Ricklingen
- Altenpflegeheim St. Elisabeth in Harsum
- Elisabeth-Krankenhaus in Kassel
- Medizinisches Versorgungszentrum in Kassel
- St. Elisabeth-Krankenhaus in Salzgitter-Bad

### Von der Kongregation gegründete Einrichtungen, die heute in anderer Trägerschaft weiterbestehen
Zahlreiche der sozialen Einrichtungen, die von der Kongregation im Laufe der über 160 Jahre gegründet wurden, bestehen bis heute in anderer Trägerschaft:
- Das St. Bernward-Krankenhaus in Hildesheim wurde noch vor der Selbständigkeit der Kongregation im Jahr 1852 auf Initiative Bischof Eduard Jakob Wedekin von drei Paderborner Vinzentinerinnen gegründet. Es ging 1979 in die Trägerschaft einer gemeinsamen Stiftung des Bistums Hildesheim und der Kongregation über. Heute ist das St. Bernward-Krankenhaus in Trägerschaft des Elisabeth-Vinzenz-Verbunds.[10]
- Das Krankenhaus Mariahilf in Hamburg-Harburg wurde 2007 an die „Helios-Kliniken GmbH“ übergeben und heißt heute „Helios Mariahilf Klinik Hamburg“.
- Das Krankenhaus Neu-Mariahilf in Göttingen wechselte am 11. März 2014 von den Hildesheimer Vinzentinerinnen zum evangelischen Krankenhaus Göttingen-Weende.[11]
- Das Altenpflegeheim St. Marienstift in Katlenburg-Lindau wurde 2002 an einen privaten Betreiber verkauft, der das Haus als „Senioren- und Pflegeheim St. Marienstift“ weiterbetreibt.
- Das Altenheim St. Josefstift in Wiedelah wurde 1987 an einen privaten Betreiber verkauft und besteht noch heute als „Seniorenpflegeheim Haus am Harly“.
- Die Kindertagesstätten St. Vincenz und St. Antonius in Hildesheim, St. Martin in Giesen und St. Oliver in Lamspringe befinden sich heute in Trägerschaft des Caritasverbandes für Stadt und Landkreis Hildesheim.
- Die Kindertagesstätte St. Monika in Hannover-Ricklingen wurde in die Trägerschaft des Gesamtverbandes der Kirchengemeinden in Hannover übergeben.
- Weitere rund 40 heute noch bestehende Kindertagesstätten gehen auf Gründungen der Kongregation zurück. Sie wurden im Laufe der Jahre von verschiedenen sozial-karitativen Trägern und Pfarrgemeinden übernommen.

## Aufarbeitungsprojekt Bernwardshof

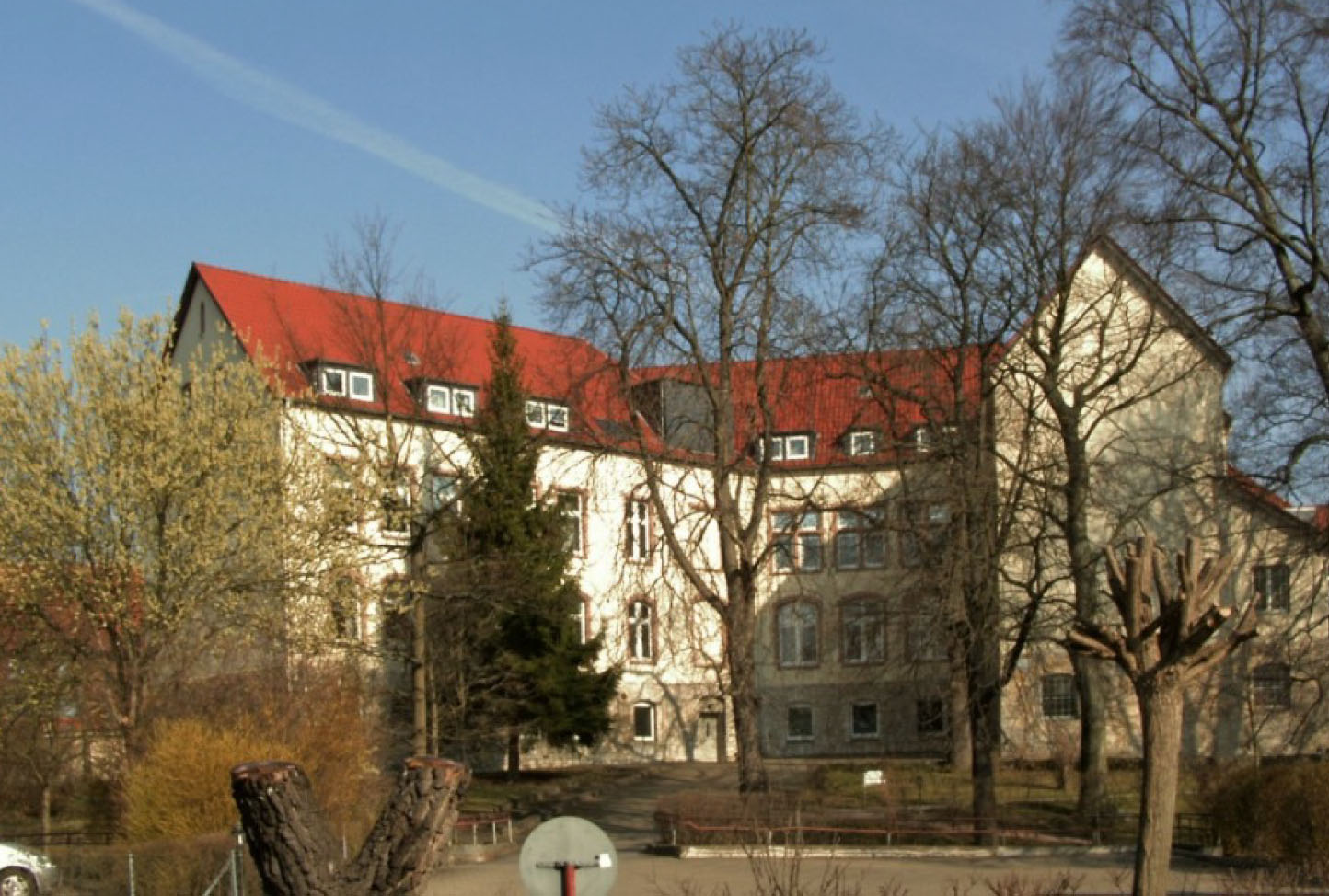
Bernwardshof um 2010

Der Bernwardshof in Hildesheim war eine Einrichtung der Hildesheimer Vinzentinerinnen. Das Haus diente Anfang des 20. Jahrhunderts zunächst als Schwesternerholungsheim, dann als Kinderheim für Jungen, die dort auch beschult wurden. Das Haus wurde von 1945 bis 1974 von Direktor Friedrich Henke geleitet, der Priester der Diözese Hildesheim war. Jeweils mehrere Ordensschwestern waren in der Einrichtung tätig. Nach der Schließung des Kinderheims 1987 waren in den Gebäuden ein Schwesternaltenheim sowie bis 2011 das Bildungs- und Tagungshaus St. Vinzenz untergebracht. 2016 verkaufte die Kongregation den Bernwardshof an ein Immobilienunternehmen.
Die Untersuchung des externen Gremiums zur Aufarbeitung von sexualisierter Gewalt und Machtmissbrauch während der Amtszeit des verstorbenen Bischofs Heinrich Maria Janssen (von 1957 bis 1982), die vom Bistum Hildesheim in Auftrag gegeben wurde, hält fest, dass es massives Unrecht gegenüber Minderjährigen in katholischen Heimeinrichtungen im Bistum Hildesheim gab. In Bezug auf den Bernwardshof liegen Berichte über physische, psychische und sexualisierte Gewalt vor, insbesondere in den späten 1950er- und frühen 1960er-Jahren. Deshalb beschlossen die Vinzentinerinnen gemeinsam mit dem Bistum Hildesheim, eine vertiefende externe Untersuchung in Auftrag zu geben.

## Weblink
- Kongregation der Barmherzigen Schwestern vom hl. Vinzenz von Paul in Hildesheim